# Myosotidium hortensia
Myosotidium hortensia (Decne.) Baill. è una pianta appartenente alla famiglia delle Boraginacee, endemica delle isole Chatham. È l'unica specie nota del genere Myosotidium.